# Otto Påhlman
Otto Ottosson Påhlman, född 17 oktober 1853 i Bergen, död 19 februari 1915 i Köpenhamn, var en svensk handelsskolledare.
Otto Påhlman var son till Otto Magnus Påhlman. Han utbildades inom ekonomi och praktiserade i flera år som affärsman. Påhlman var även verksam som skrivlärare vid privata kurser i Norge, Sverige och Danmark tillsammans med sin yngre bror John. 1881 öppnade de Bröderna Påhlmans skrifinstitut i Stockholm, varvid den av fadern uppfunna skrivmetoden bildade institutets grundval. Påhlman hade redan som pojke biträtt fadern vid skrivundervisningen, och före institutets grundande överarbetade de faderns metod ur pedagogisk synpunkt och förenklades. Påhlman var 1881–1887 även lärare vid Sjökrigsskolan i Stockholm, från 1883 tjänstledig, och blev 1884 kallad av det danska krigsministeriet för att utbilda skrivlärare bland danska armén och flottans underbefäl. 1887 erhöll Påhlman danskt statsanslag för skrivundervisning i Danmark, och samma år öppnade han i Köpenhamn en avdelning av institutet, vars föreståndare han blev. Påhlman ägnade sitt återstående liv åt denna skola, som 1891 även ekonomiskt blev helt oberoende av moderbolaget i Stockholm och 1895 ombildades till ett fullständigt handelsinstitut i likhet med stockholmsföretaget. Påhlman var från 1893 Lifförsäkringsaktiebolaget Victorias generalagent i Danmark. Han utgav tillsammans med broder John Skrifkonstens historia (1892).